# Roger Taylor
Roger Meddows Taylor OBE (* 26. července 1949 Dersingham, Norfolk) je britský hudebník, zpěvák, a multiinstrumentalista, znám hlavně jako bubeník rockové skupiny Queen. Své druhé jméno Meddows zdědil dle tradice své rodiny, která se přenáší z generace na generaci.
Už od počátku měla jeho hra nezaměnitelný zvuk. V anketě rockového rádia Planet Rock z roku 2005 byl zařazen do osmičky nejlepších bubeníků klasického rocku v historii. V roce 2001 byl uveden do Rock and Rollové Síně slávy.
Co se skládání týče, do každého alba Queen přispěl vždy alespoň jednou či dvěma skladbami a dokonce často jsme na nahrávkách mohli slyšet jeho hlas jak v pozici vedlejších vokálů, tak vokálů hlavních. Napsal či spolupracoval na třech písních, které se vešly do top 10 v Anglii – These Are the Days of Our Lives, Innuendo a Under Pressure. Jeho samostatná díla, jako Radio Ga Ga (zde ho inspiroval jeho nejstarší syn Felix, který toto spojení použil jako první), A Kind of Magic, Heaven for Everyone, Breakthru a The Invisible Man. Byl také autorem písně One Vision, ačkoliv je skladba připisována celé kapele. V dokumentu BBC z roku 2011 Queen: Days of Our Lives, Taylor uvedl, že jeho texty byly „tak trochu okopírované ze slavné řeči Martina Luthera Kinga“.
Spolupracoval s mnoha známými muzikanty, např. Phil Collins, Bon Jovi, Elton John a skupina Genesis.
Je znám také pro svůj charakteristický "chraplák" a vysoký falzet, který můžeme slyšet v nejslavnější písni Bohemian Rhapsody, Somebody to Love či ’39 Byl nejen velkou oporou pro Freddieho jakožto zpěvák doprovodných vokálů. Během koncertů Queen zpíval často velmi vysoké druhé vokály, ale později byl i sám hlavním zpěvákem ve své sólové kapele The Cross, kde byl i rytmickým kytaristou.
Jeho hra na bicí je velmi vysoce technicky vyspělá, progresivně rytmická a specifická - např. drží paličku v levé ruce obráceně, čili výsledkem je hřmotnější úder. Jeho hra působí vždy svěže a energicky. Využívá netradiční techniky, a také na specifických výbavách, které v průběhu let samozřejmě měnil – gong či elektronické bicí v 80. letech.

## Mládí
Narodil se 26. července 1949 v Západním Norfolku v přístavním městě King's Lynn. Zde žil od svého narození a chodil tu i do své první školy, do Rosebery Avenue. Ovšem po nějaké době se přestěhoval společně s rodiči a mladší sestrou Clare do města Truro na severozápadě Anglie. Zanedlouho začal chodit do katolické školy v Truru, která byla výhradně chlapecká, a také zde vstoupil do sboru. Když mu bylo osm let, spolu s kamarády založil úplně svou první kapelu "The Bubblingover Boys, ve které hrál na ukulele, což byl také zároveň jeho první nástroj. Jenže mu to moc dlouho nevydrželo a začal se sám učit na kytaru. V roce 1961, v jeho dvanácti letech se jeho zájem znovu stočil jinam, tentokrát úplně jiným směrem, než na struny. Byly jím bubny. Taylor, coby samouk zjistil, že na tento nástroj má přirozený talent. I na bicí se naučil hrát sám za doprovodu svých bubenických ikon, jako je např. Mitch Mitchell a The Jimi Hendrix Experience. Jak ukázal čas, byla to správná volba, protože ve svých patnácti letech se stal členem kapely Johnny Quale and The Reaction. Ovšem Johnny v kapele nevydržel, a až na Rogera nikdo v kapele neuměl zpívat, proto název kapely změnili pouze na The Reaction a Roger se stal hlavním zpěvákem.
Mimo hudbu byl Roger velmi dobrý ve škole, proto jak rodiče, tak i učitelé chtěli, aby svůj talent nezahazoval. V roce 1967 jeho kroky tedy zamířily na London Hospital Medical College, kde šel studovat stomatologii. Nechal se slyšel, že to udělal hlavně proto, aby se dostal do Londýna. Po nějaké době ho studium přestalo bavit a přešel na Severní polytechnickou v Londýně, kde začal studovat biologii, zakončenou bakalářským titulem.

## Kariéra

### Smile (1968–1970)
V roce 1968 se Taylor poprvé potkal s Brianem Mayem a Timem Staffellem, poté, co reagoval na jejich vyvěšený plakát na školní nástěnce, kde stálo, že hledají bubeníka ve stylu Mitche Mitchella a Gingera Bakera. Brian si zamluvil malý jazzový klub přímo na škole, kam Roger dorazil i se svou bicí soupravou. Oba přitahoval stejný zvuk.
V roce 1969 pracoval Roger s Freddiem v Kensingtonském obchodním domě. Pokračovali i po vydání prvního alba Queen a dokonce až po roce 1973, protože i do této doby nebyli dostatečně finančně zabezpečení, aby si mohli dovolit vydělávat pouze z hudby. Prodávali umělecká díla a dokonce i oblečení z druhé ruky, vlastě "všechno, co nemělo moc dobrou kvalitu". Nejen, že spolu pracovali, sdíleli dokonce v tu dobu i byt.
Skupina Smile nejčastěji vystupovala v různých klubech a barech. Nejdále se dostali na koncert do Royal Albert Hall. Jinak zaznamenávali spíše menší komerční úspěch. Tim Staffell nebyl s úspěchy spokojen, proto v roce 1970 ze skupiny odešel do jiné kapely s názvem Humpy Bong v domnění, že se více proslaví. Tím tedy Smile zanikla. Ten samý rok Roger odmítl nabídku bubeníka v Genesis. Freddie byl velmi nadšený fanoušek Smile. Když se tato kapela rozpadla, Freddie, v tu dobu ještě známý pod jeho rodným příjmením Bulsara, přesvědčil Rogera a Briana, aby pokračovali. Celý zbytek roku 1970 dohrávali po barech po Londýně pro přátelé, obvykle na Imperial College London, a poté i v Rogerově rodném Truru. Samotný bubeník byl ve svém městě velmi známý, proto na každém plakátě bylo napsáno "Roger Taylor".
Koncem 70. roku hledali čtvrtého člena – basáka. Vymýšleli dokonce i nové jméno. Roger přišel s názvem Rich Kids, ale naštěstí byl Freddie proti a byli to Queen. Pod tímto názvem už hráli některé známé Queen písničky, ale ještě pár hitů od Smile. Nakonec se jim podařilo najít baskytaristu Johna Deacona, který v té době byl už jejich sedmým kandidátem. Naštěstí se jim podařilo najít toho nejlepšího, který s nimi už zůstal.

### Queen (1970–současnost)
Taylor je pro kapelu třetím nejvíc přispívajícím skladatelem, vždy na každé album přidal jeden či dva hudební kousky.

#### Queen
Na první desku Queen, eponymní album z roku 1973, přispěl Roger jen písní "Modern Times Rock'n'Roll", kde slyšíme především jeho hlas. Zde ho druhými vokály podpořil jejich producent John Anthony.

#### Queen II.
Na následující album"Queen II" z roku 1974 napsal pár písní, které se ale moc neuchytily. např. "Loser In The End". Zde opět zpívá hlavní part. "Stone Cold Crazy" je písní, pod kterou se také výrazně podepsal.

#### Sheer Heart Attack
Píše se datum 8. listopad 1974 a na svět přichází album s názvem Sheer Heart Attack. To přineslo Queen velký úspěch, hlavně díky písni Killer Queen. Tato deska opět nese některé Rogerovy nápady, např. Tenement funster.

#### A Night At The Opera
Výrazněji se prosadil až v roce 1975, když Queen vydali svou čtvrtou studiovou desku A Night at the Opera. Napsal píseň o svém autě "I'm in Love with My Car" vydanou jako single 31. října 1975, společně s Bohemian Rhapsody. Pojí se k tomu vtipná historka, kde Roger na Freddieho tak naléhal, aby jí vydal, že se zavřel do skříňky a odmítal vylézt do té doby, dokud Mercury nepovolí. Nakonec se to stalo a Taylor si tak prosadil svou píseň na B stranu singlu Bohemian Rhapsody. Toto rozhodnutí se později stalo příčinou mnoha vnitřních třenic uvnitř kapely, neboť ačkoli se jednalo jen o stranu B, přinesla Taylorovi stejný výdělek z licenčních poplatků za vydání jako hlavní singl Mercurymu, jen proto, že se jednalo o druhou stranu k „Bohemian Rhapsody“. Nakonec se píseň dobře přijala. Dokonce hudební publicista Tom Reynolds popsal v roce 2008 skladbu jako „opravdu jednu z nejskvělejších a nejvášnivějších milostných písní, jaké jsem za posledních víc než třicet let slyšel“ Několikrát se tato píseň hrála na koncertech, přesněji mezi lety 1978 až 1981.

#### A Day At The Races
Album z roku 1976 a zároveň páté studiové, kde můžeme zaslechnout Rogerovu píseň Drowse.

#### News Of The World
Rok 1977 přinesl další Rogerův skladatelský zápis - prosadil se s písní Sheer Heart Attack, kde není slyšet pouze hlas Freddieho, nýbrž i jeho. Původně byla vydána na tomto studiovém albu. Objevila se také na B stranách singlů Spread Your Wings a It's Late ze stejného alba a roku 1980 byla její živá verze zařazena na B stranu singlu Save Me. Původně byla napsána pro stejnojmenné album z roku 1974, ale nakonec do něj nebyla zařazena. Roger zde nahrál skoro všechny nástroje s pomocí svého spoluhráče Briana Maye. Je to jedna z nahrávek, která nezahrnuje basistu Johna Deacona.
Píseň byla hrána živě v letech 1977–1984. Byla vydána na třech živých albech: Live Killers v roce 1979, Queen Rock Montreal v roce 1981 a Queen on Fire – Live at the Bowl v roce 1982.
Toto album nepřineslo jen jednu píseň, je zde ještě Fight From The Inside. Můžeme zde slyšet jangly riff na kytaru (tohoto riffu dosáhnete, když máte 12strunovou kytaru nebo si vystačíte i se dvěma najednou). Tuto píseň si opět Taylor nazpíval a nahrál sám. Samotná skladba se zaměřuje především na bubny a baskytaru. Kytarista Slash se zmínil, že se jedná o jeho nejoblíbenější riff k této skladbě.
Nejvýrazněji se jako skladatel prosadil v roce 1984, kdy složil hit Radio Ga Ga. Situaci pojal vážně na přelomu 80. a 90. let, kdy trpěl zpěvák Queen Freddie Mercury pokročilým stádiem nemoci AIDS. Všichni věděli, že mu nezbývá moc času, a tak se Taylor s Brianem Mayem velmi aktivně pustili do skládání písní, které měl Mercury nazpívat, než zemře. Nejvíce se z těchto Taylorových "rychlo-písní" prosadily tituly jako These Are the Days of Our Lives nebo například Heaven for Everyone. Tyto písně vyšly na albech Innuendo a Made In Heaven.

## Znovuobnovení Queen

### 2005–2009
Od roku 2004 účinkoval spolu s Brianem Mayem a novým zpěvákem Paulem Rodgersem v znovuobnovené skupině Queen pod jménem Queen + Paul Rodgers. V roce 2005 se vydali na evropské turné. Vydali záznam koncertu z anglického Sheffieldu na CD i DVD pod názvem Return of the Champions. Po tomto úspěšném turné vyjeli na sérii koncertů do Severní Ameriky, kde neočekávaně hráli novou píseň s názvem Take Love.[zdroj?] V říjnu kapela ohlásila návrat do studia.
V roce 2008 vydala skupina Queen se zpěvákem Paulem Rodgersem album The Cosmos Rocks a vyjela na evropské turné. The Cosmos Rocks tour pokračovala i v Jižní Americe. Počátkem roku 2009 oznámil Paul Rodgers konec spolupráce s Queen.

### 2011–současnost
Od roku 2011 působí v opět obnovené skupině Queen se zpěvákem Adamem Lambertem pod názvem Queen + Adam Lambert.
Na září 2013 ohlásil Taylor na svém facebookovém profilu vydání pátého sólového alba, na kterém pracoval od roku 2009. Po letech odkládání tak zřejmě konečně rozšíří svou sólovou diskografii. V plánu by mělo být i znovuvydání archivních nahrávek formou výběru největších hitů z Taylorovy kariéry mimo kapelu Queen.
V prosinci 2013 se uskutečnilo výroční vystoupení skupiny The Cross v původním složení. Skupina, založená roku 1987 hrála pouze 6 let.
V roce 2019 nahrál spolu s českým fotbalovým brankářem Petrem Čechem píseň.
V prosinci roku 2019 obdržel titul komandér Řádu britského impéria (OBE) za zásluhy v oblasti hudby.
Dne 1. října 2021 vyšlo nové album Outsider, po kterém se vydal na turné nazvané Outsider Tour. Turné probíhalo v Anglii od 2. do 22. října.

## Sólová diskografie

### Studiová alba
- 1981 – Fun in Space
- 1984 – Strange Frontier
- 1994 – Happiness?
- 1998 – Electric Fire
- 2013 – Fun on Earth
- 2021 – Outsider